# Minimoog
O Minimoog é um sintetizador monofônico analógico inventado por Bill Hemsath e Robert Moog. Foi lançado em 1970 pela R.A. Moog Inc. (Moog Music após 1972), tendo sido produzido até 1981. Em 2002, foi redesenhado pelo próprio Robert Moog, tendo sido relançado como Minimoog Voyager.
O Minimoog foi projetado tendo em vista o uso de sintetizadores no rock e no pop. Os grandes sintetizadores modulares eram caros, desajeitados e delicados, o que fazia deles instrumentos inadequados para apresentação ao vivo. Assim, o Minimoog foi pensado para incluir as partes mais importantes de um sintetizador modular em um móvel compacto, sem necessidade de cabos para conectar os elementos. O instrumento, no entanto, superou muito seu objetivo original e se tornou um extremamente popular por sua sonoridade característica.

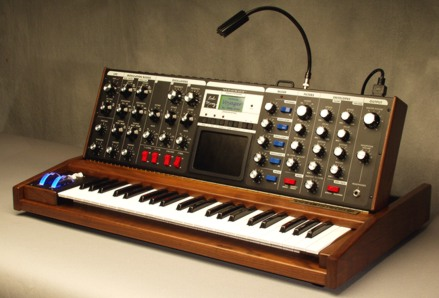
Minimoog Voyager.

O Minimoog permanece muito utilizado até hoje, mais de quatro décadas após sua invenção, por seu design intuitivo e pela riqueza de seus sons em todos os registros.

## Desenho
Basicamente, o painel de controle do Minimoog pode ser dividido em três secções:
- Os geradores de sinal (três osciladores e um gerador de ruído branco ou rosa);
- O filtro;
- O amplificador.

Todos os controles são feitos pela variação da tensão, nos sistema popularmente conhecido como "controle de voltagem".

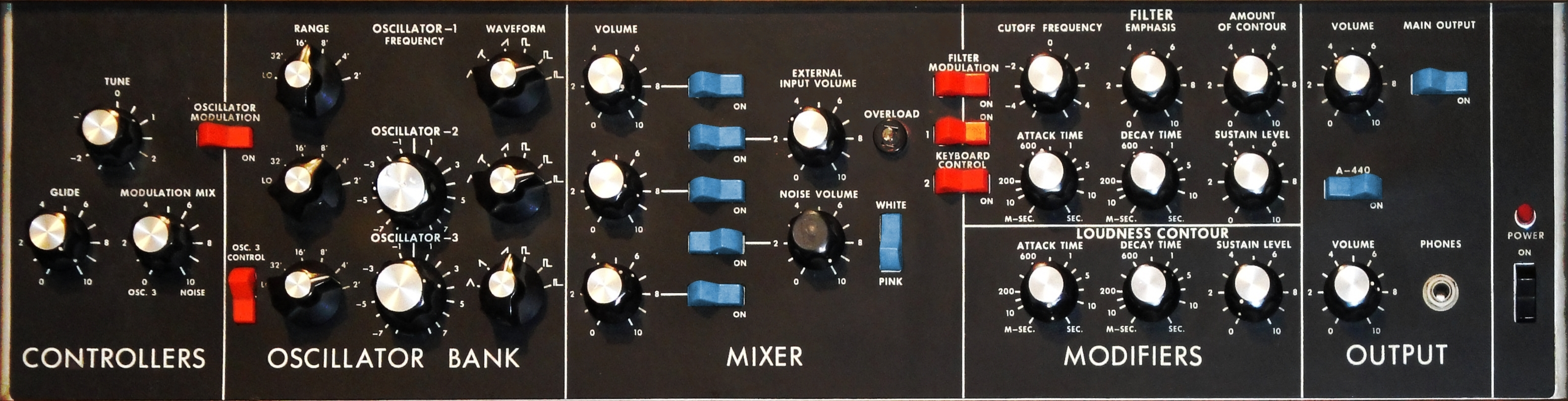
Painel do Minimoog

O Minimoog é monofônico (apenas uma nota pode ser tocada de cada vez) e seu projeto com três osciladores rendeu-lhe o seu famoso som "gordo". Quatro protótipos foram feitos até chegar ao desenho final que foi comercializado. O Minimoog modelo D adaptou parte dos circuitos de instrumentos modulares anteriores, mas muitos dos componentes foram inteiramente desenhados para ele. Para fazer um som, o músico deveria primeiro escolher um formato de onda a ser gerado pelo(s) oscilador(es) e/ou o tipo de ruído (branco ou rosa). Os osciladores permitem a escolha entre várias formas de onda:
- Onda triangular;
- Onda dente de serra invertida / rampa
- Mista Dente de serra/triangular (nos osciladores 1 e 2), onda dente de serra (no oscilador 3);
- Onda quadrada;
- Dois tipos de onda pulse.

Os sinais são roteados no misturador para o filtro, onde é possível controlar a filtragem e adicionar ressonância.
O sinal filtrado então é enviado para o amplificador, onde passa por um gerador de envelope do tipo ADS ou ADSD (Attack, Decay, Sustain, Decay), versão mais simples do mais utilizado ADSR (Attack, Decay, Sustain, Release). No ADSD, o valor do decaimento (decay) é replicado no repouso (release), de modo que há três botões para controlar qutaro parâmetros do som. Parte do diferencial desse instrumento sobre os antigos Moogs modulares é que o Minimoog não precisava de cabos externos de conexão entre os componentes (os chamados patch cables). O sinal e os controles são transmitidos via cabeamento interno ("hard-wired"). Essa configuração, embora mais prática em termos de palco, limita o fluxo do sinal ao percurso descrito acima (oscilador(es) → filtro → amplificador). Contudo, há formas de tentar contornar essa limitação.
Podemos considerar que o Minimoog pode ter, ao todo, seis fontes sonoras, sendo que cinco delas passam pelo misturador com controles de intensidade independentes:
- 3 osciladores (ver acima);
- Um gerador de ruído;
- Uma entrada de linha externa.

Além disso, o filtro pode ser induzido a uma auto-oscilação, provendo assim uma sexta fonte sonora.
O filtro e o amplificador possuem cada um seu próprio gerador de envelope ADS.